# Charlie Schlatter
Pour les articles homonymes, voir Schlatter.
Charlie Schlatter, né le 1er mai 1966 à Englewood, dans le New Jersey, est un acteur américain.

## Biographie

### Jeunesse et vie privée
Charlie Schlatter est né en 1966, au sein d'une famille aimante marquée par le décès de sa sœur, il n'a que 12 ans. Il prend des cours de théâtre et de musique au collège.
Il est marié avec Colleen depuis 1994 et leurs trois enfants se nomment Julia Marie, Quinn et Beck Frederick.

### Carrière cinématographique
Il prête sa voix dans des dessins animés tels que Bugs Bunny dans Loonatics Unleashed, Superman, l'Ange de Metropolis.
Il double aussi un personnage de jeu vidéo Ivan Raidenovitch Raikov pour la version anglaise.

## Filmographie
(Liste non exhaustive.)

### Cinéma
- 2007 : Resurrection Mary
- 2006 : Out at the Wedding
- 2005 : Miss Cast Away de Bryan Michael Stoller : Mike Saunders
- 1996 : Ed de Bill Couturié : Buddy
- 1994 : Police Academy : Mission à Moscou de Alan Metter : Cadet Kyle Connors
- 1992 : Stormy Weathers
- 1991 : Présumé coupable (All-American Murder) de Anson Williams : Artie Logan
- 1989 : Delinquents
- 1988 : Heartbreak Hotel
- 1988 : 18 Again!
- 1988 : Bright Lights, Big City de James Bridges : Michael Conway

### Télévision
- 2017: Shameless : Dr. Dick
- 2016: Goliath : Clerk Wilson
- 2014: NCIS : Lorne Davis
- 2013: Southland : Howard
- 2005 : Pet Alien, série télévisée : Tommy Cadle / Clinton (voix)
- 2005 : A.T.O.M.: Season 01 - 12 épisodes : Hawk
- 2005 : RobotBoy, série télévisée
- 2002 : Diagnosis Murder: Without Warning, série télévisée
- 2002 : Touched by an Angel: Remembering Me, Part 2, série télévisée
- 1997 : Touched By an Angel: Inherit the Wind, série télévisée
- 1995-2001: Diagnostic : Meurtre : Jesse Travis. Saison 3 à 8
- 1992 : Sunset Heat, série télévisée
- 1990-91 : Ferris Bueller (Série télévisée, 13 épisodes)

## Doublage

### Séries d'animation
- 2005 - 2006 : Bratz - Cameron
- 2005 : Les Loonatics (Loonatics Unleashed) - Ace Bunny
- 2004 : Batman : Flash
- 1999 : Futurama  Philip J Fry 1re voix
- 1996 : Superman, l'Ange de Metropolis (Superman, The Animated Series) - Flash
- 2022: Big Nate : Chad Applewhite (voix)

### Téléfilm
- 2002 : Tom et Jerry et l'Anneau magique - Chip
- 2005 : Bratz : Rock Angelz - Cameron
- 2013 : Bratz Go to Paris: The Movie - Cameron